# Agnieszka Glinczanka
Agnieszka Glinczanka (Glinka) (ur. 31 października 1915, zm. 30 maja 1979) – polska tłumaczka literatury pięknej z języka angielskiego.
Wśród przetłumaczonych przez nią utworów znajdują się dzieła takich pisarzy jak: nobliści Doris Lessing i Rabindranath Tagore, Joseph Conrad, Iris Murdoch, J.D. Salinger, William Makepeace Thackeray, Charles Dickens.